# Герцфельд, Эрнст
Эрнст Эмиль Герцфельд (также Херцфельд, нем. Ernst Emil Herzfeld; 23 июля 1879 — 21 января 1948) — немецкий археолог и филолог-иранист.

## Биография
Эрнст Эмиль Герцфельд родился 23 июля 1879 года в Целле в семье Йозефа Герцфельда и его жены Маргарет Розенталь.
Учился в одной из старейших школ Германии — Domgymnasium Verden в Вердене и в Joachimsthalsches Gymnasium в Берлине. Провёл один год на военной службе. Получил учёную степень по архитектуре в Берлинском техническом университете. Посещал также курсы ассириологии и истории искусства в университетах Мюнхена и Берлина.
В 1903—1906 годах Герцфельд был помощником Вальтера Андре и Фридриха Делича в раскопках города Ашшур.
Мировую известность приобрёл благодаря своим археологическим исследованиям в Самарре (1911—1913), Персеполе (1931—1934). Менее обширные раскопки проводил в Киликии и Пасаргадах.
После прихода к власти нацистов в силу еврейского происхождения в 1935 году был вынужден покинуть академическую позицию в Берлинском университете.

## Членство
- Королевское азиатское общество
- Британская академия
- Академия средневековья США
- Археологическое управление Индии